# Kalinganahalli, Gubbi
Kalinganahalli là một làng thuộc tehsil Gubbi, huyện Tumkur, bang Karnataka, Ấn Độ.